# Илона
Илона (мађ. Ilona) је мађарско женско име. Илона је мађарска верзија грчког женског имена Хелена.